# Palác Koniecpolských ve Varšavě

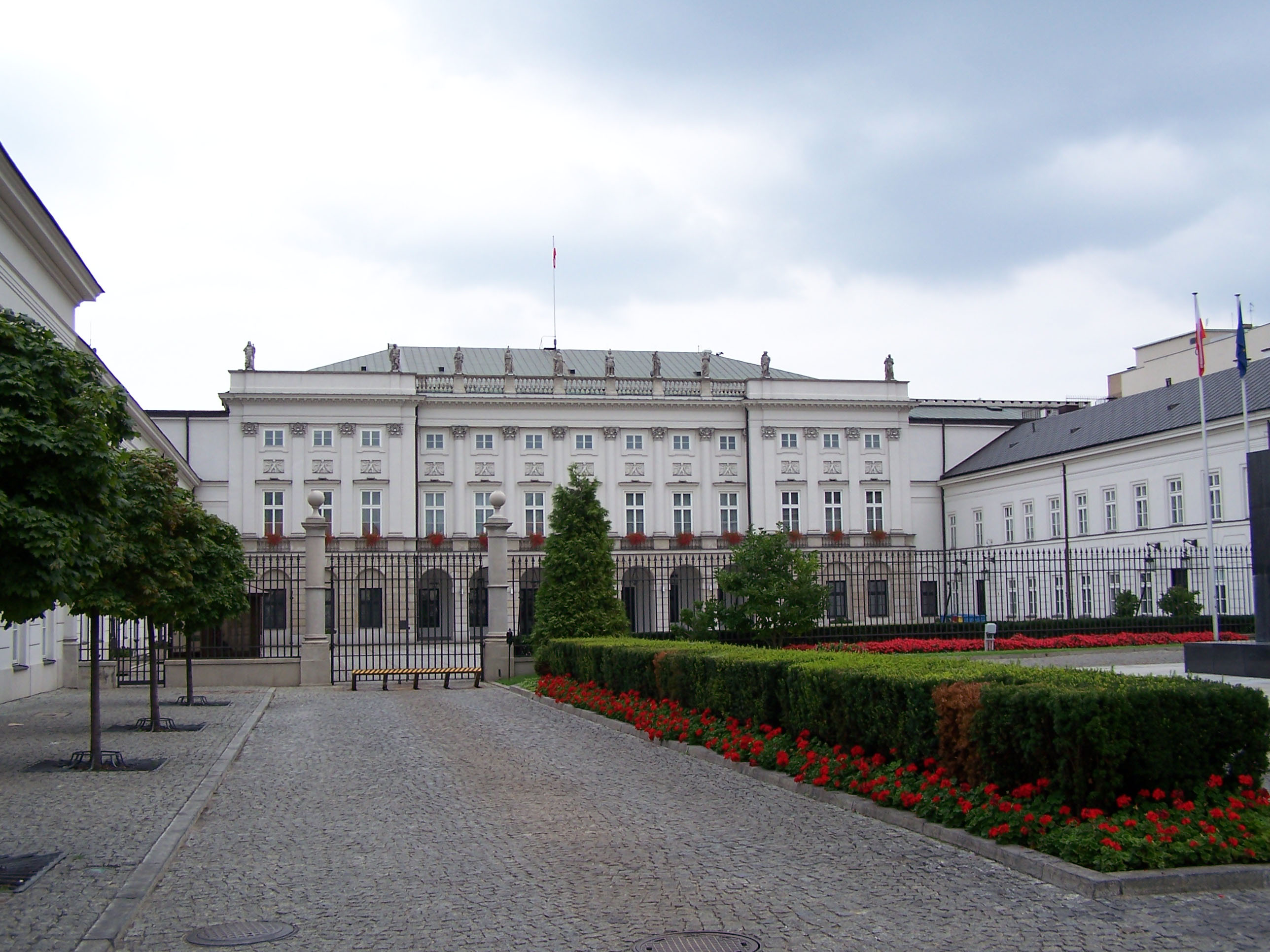
Prezidentský palác s čestným dvorem

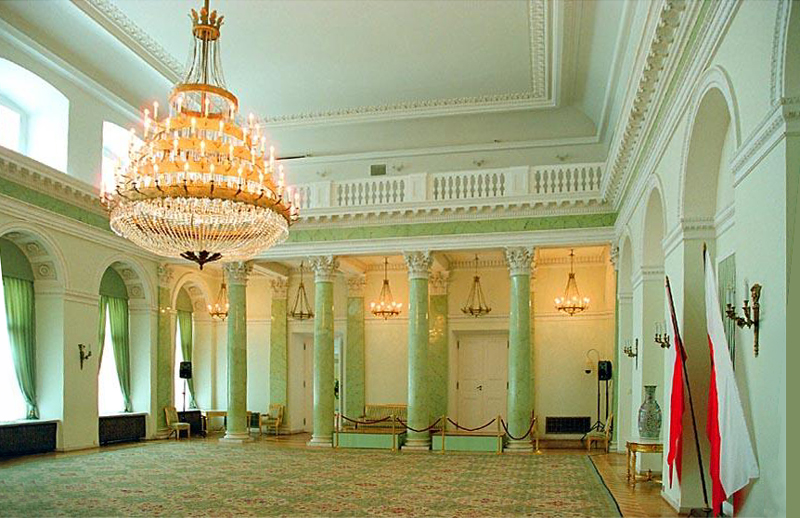
Sloupová místnost

Palác Koniecpolských ve Varšavě, dnešní prezidentský palác (polsky Pałac Koniecpolskich, Pałac Lubomirskich, Pałac Radziwiłłów nebo Pałac Namiestnikowski, později Pałac Prezydencki) je městský palác ze 17. století na Krakovském předměstí na Královské cestě ve Varšavě.

## Dějiny

### Do roku 1818
Palác vznikal v letech 1643-1645 pod vedením Constantina Tencally pro vrchní korunního hejtmana Stanisława Koniecpolského a jeho rodinu. Od roku 1661 objekt vlastnil magnátský rod Lubomirských, který jej roku 1685 dále prodal mocnému rodu Radziwiłłů, který jej vlastnil do roku 1817. Za Radziwiłłů byl v letech 1694-1705 palác přestavěn architektem Augustynem Wincentym Loccim, Karolem Ceronim a Andrzejem Jeziornickým.
V letech 1720-1722 provedl Carlo Antonio Bay zásadními renovaci paláce a v letech 1755 až 1762 Jan Zygmunt Deybel přistavěl postranní křídla a vytvořil divadlo v hlavní budově. V roce 1818 Chrystian Piotr Aigner zrekonstruoval palác v klasicistním stylu a rozšířil boční křídla a část zahrad upravil v neorenesančním stylu.

### Místodržitelský palác
V roce 1818, tři roky po vídeňském kongresu, se palác stal majetkem Polského království a stal se sídlem ruských místodržitelů, což mu vyneslo hanlivou přezdívku „Místodržitelský palác“. Prvním namiestnikem byl generál Józef Zajączek. V roce 1821 vytvořil Camillo Laudino palácové náměstí se slavným lvem. Monumentální památník namiestnika Ivana Paskeviče (ve funkci v letech 1831 až 1856) postavený v roce 1870, byl odstraněn po znovuzískání polské nezávislosti v roce 1918.
V roce 1852 vyhořela část interiérů. Rekonstrukci provedl Alfons Kropiwnicki.

### Meziválečné období
V meziválečném období byl palác oficiálním sídlem polského předsedy vlády a vlády a v postranních křídlech se nacházela kancelář Rady ministrů.
V letech 1918-1921 proběhla rekonstrukce interiéru paláce pod vedením Mariana Lalewicze a v roce 1924 byl spojen s novorenesanční stavbou Józefa Dietricha z roku 1870.

### Nacistická okupace
Během druhé světové války sloužil palác jako centrum pro Němce ve Varšavě. V tomto „německém domě“ proběhla významná rekonstrukce, včetně dodnes nezměněných vyvýšení lvích podest u vchodu do nádvoří.
Při Varšavském povstání byl palác poškozen jen lehce a po adaptaci v letech 1947 až 1952 se opět stal sídlem Rady ministrů.

### Poválečné období
Po válce byl na palácovém náměstí umístěn pomník Józefa Poniatowského od sochaře Bertela Thorvaldsena,  který dříve stával na náměstí Piłsudského před Saským palácem.
V roce 1955 byla podepsána Varšavská smlouva a v roce 1970 Varšavskou smlouvu podepsali také Józef Cyrankiewicz a Willy Brandt. Začátkem roku 1989 se zde konal kulatý stůl mezi představiteli komunistické vlády a opozicí Solidarity.
Od roku 1995 je palác sídlem polských prezidentů. Doposud zde sídlili prezidenti Lech Wałęsa, Aleksander Kwaśniewski, Lech Kaczyński, Bronisław Komorowski a Andrzej Duda.

## Galerie

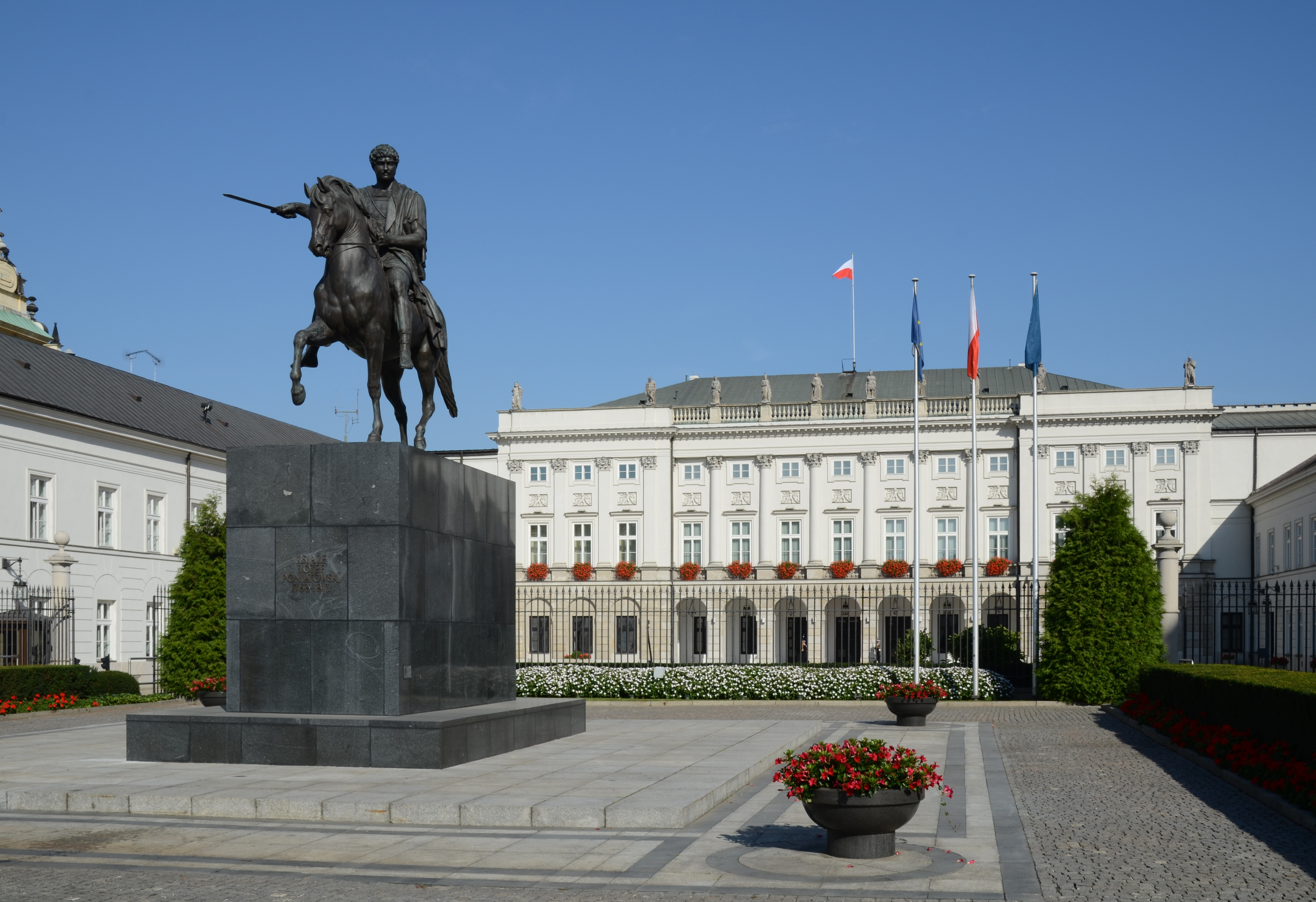
Palác a jezdecký památník Poniatowski
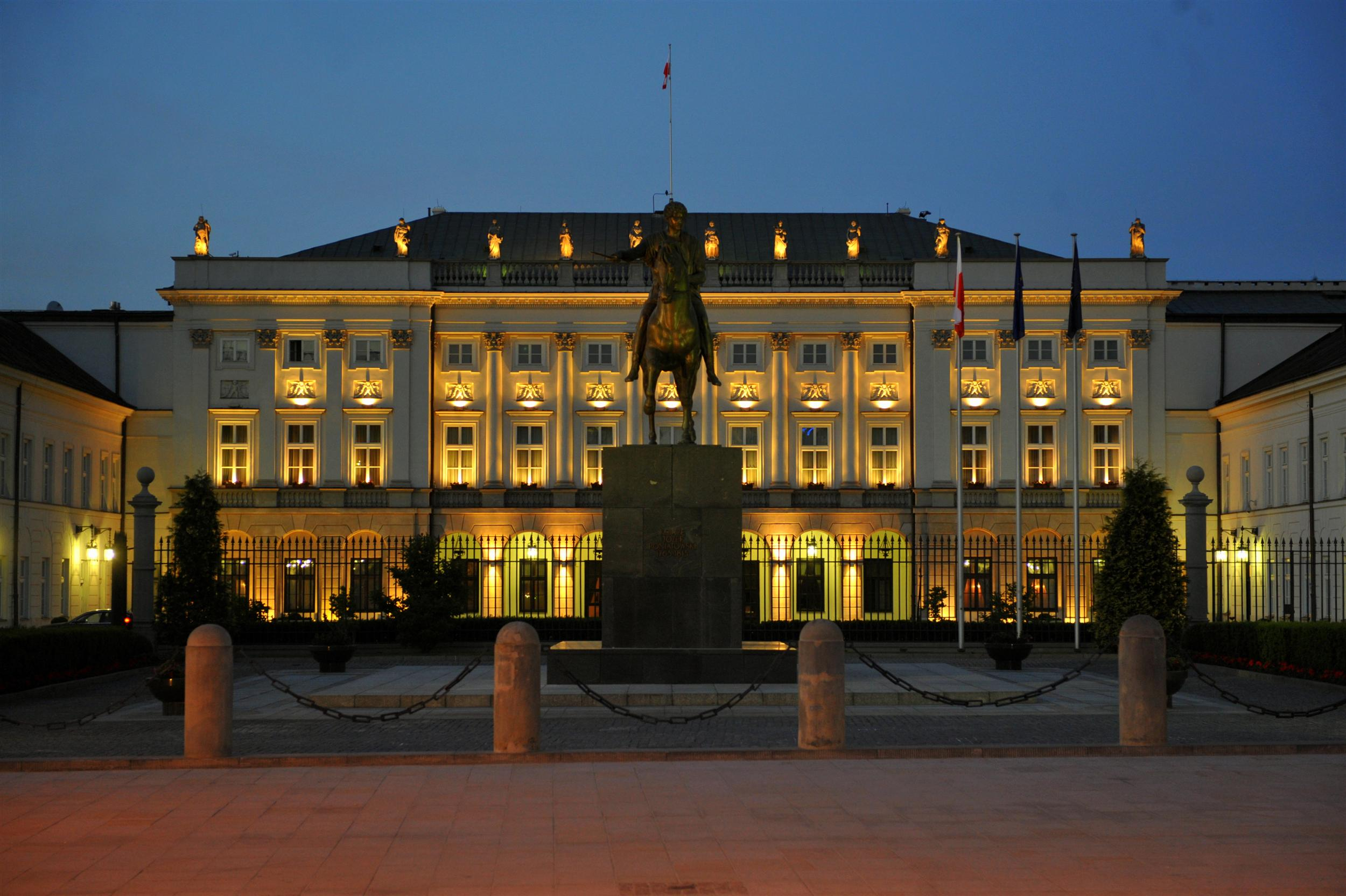
Prezidentský palác v noci
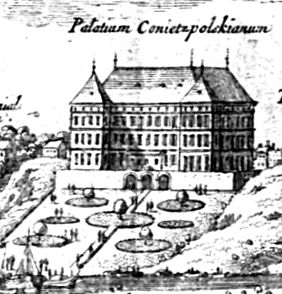
Palác kolem roku 1656
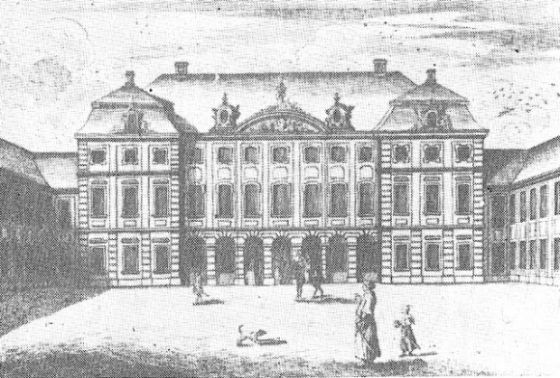
Palác kolem roku 1762
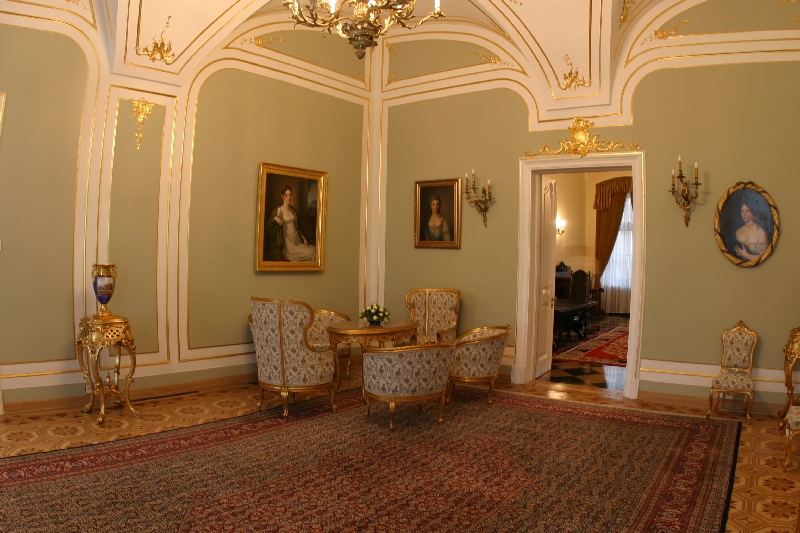
Rokokový sál
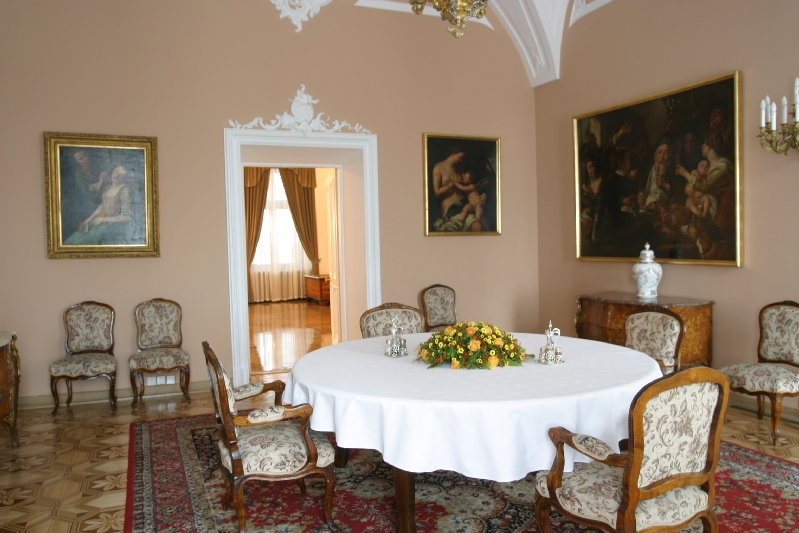
Jídelna
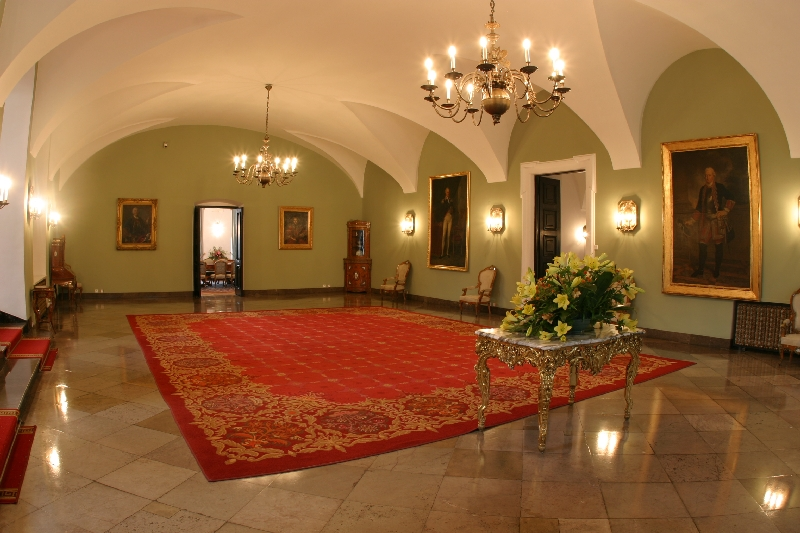
Hetman Hall
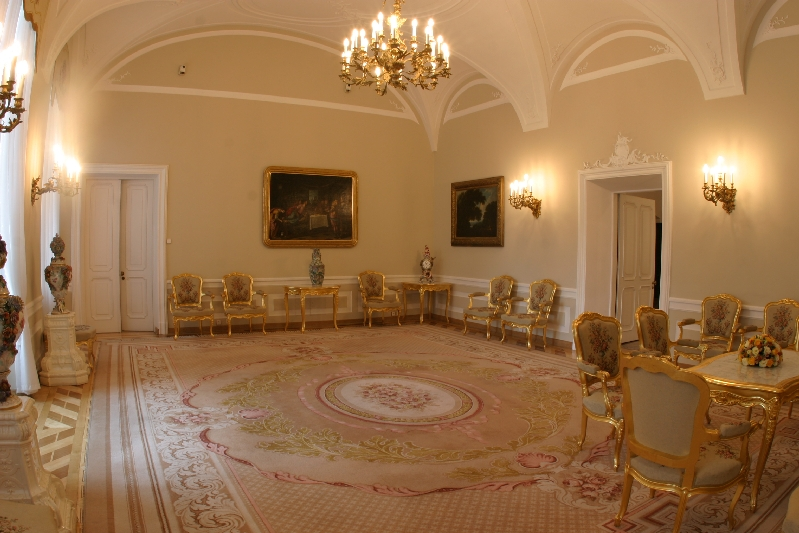
Bílý pokoj